# Eurytoma verticillata
Eurytoma verticillata är en stekelart som först beskrevs av Fabricius 1798.  Eurytoma verticillata ingår i släktet Eurytoma och familjen kragglanssteklar. Arten är reproducerande i Sverige. Inga underarter finns listade i Catalogue of Life.